# Palaeomolis infrapicta
Palaeomolis infrapicta är en fjärilsart som beskrevs av Embrik Strand 1912. Palaeomolis infrapicta ingår i släktet Palaeomolis och familjen björnspinnare. Inga underarter finns listade i Catalogue of Life.